# Meisterschaften der Ostzone im Bahnradsport 1947
Die Meisterschaften der Ostzone im Bahnradsport 1947 wurden am 13. und 14. September 1947 für die Berufsfahrer der Sowjetischen Besatzungszone (Ostzone) auf der 400 Meter langen Aschenbahn des Kurt-Wabbel-Stadions in Halle an der Saale ausgetragen.
Es wurden die Meister im Berufsradsport in den Disziplinen Sprint, in der Einerverfolgung, im Punktefahren und im Zweier-Mannschaftsfahren ermittelt. Beide Renntage waren mit jeweils 30.000 Zuschauern ausverkauft. Für die beiden Meisterschaftstage war die Zielkurve des Stadions extra überhöht worden. Die Kosten dafür trug die Stadtverwaltung. Es waren die ersten Meisterschaften im Bahnradsport, die nach dem Zweiten Weltkrieg in der Ostzone stattfanden. 80 Fahrer hatten sich zur Teilnahme an den Meisterschaften angemeldet. Hans Preiskeit gewann drei Titel in den vier Wettbewerben.

## Sprint
In den Vorläufen setzten sich mehrheitlich die Favoriten durch, lediglich das frühe Ausscheiden von Ernst Ihbe, Günter Schulz und Gerhard Schulz überraschte. Alle drei Fahrer gehörten zum Kreis der Favoriten, hatten aber mit der Aschenbahn ihre Probleme. Nachdem Werner Richter beide Läufe um die Bronzemedaille gegen Kirmse klar verloren hatte, starteten die Finalläufe. Im ersten Lauf kam Preiskeit durch einen von der Felge abspringenden Reifen zu Fall, Golz gewann. Preiskeit gewann den zweiten Lauf klar. Im Entscheidungslauf stürzte Preiskeit in der Kurve erneut, ohne Verschulden von Golz, der gewann. Das Wettkampfgericht setzte dennoch eine Wiederholung an, die Preiskeit für sich entscheiden konnte.

### Ergebnisse
|    | Name           | Ort      |
| -- | -------------- | -------- |
| 1. | Hans Preiskeit | Chemnitz |
| 2. | Erich Golz     | Berlin   |
| 3. | Emil Kirmse    | Halle    |

## Punktefahren
Das Rennen wurde von 40 Fahrern in Angriff genommen, lediglich Golz musste kurz vor dem Start wegen Defektes verzichten. Nach 20 Minuten fuhr Erich Hoffmann dem Feld davon und gewann mehrere Wertungen, schaffte aber den Rundengewinn nicht. Nach einem Massensturz musste Herbert Bresching das Rennen aufgeben. Es gab eine längere Neutralisation. Wegen der hereinbrechenden Dunkelheit wurde das Rennen dann um mehrere Minuten verkürzt. Die letzte Wertung brachte den Fahrern die doppelte Punktezahl und war hart umkämpft. Knöchelmann gewann den Schlussspurt, durch seinen dritten Platz sicherte sich Hoffmann die höchste Punktzahl mit 14 Punkten und gewann damit vor Preiskeit, der 13 Punkte hatte. Das Wettkampfgericht korrigierte jedoch diesen Einlauf am folgenden Tag und durch die veränderte Schlusswertung wurde nun Preiskeit Sieger mit einem Punkt vor Hoffmann. Dieser legte Protest ein und trat zu den restlichen Wettbewerben nicht mehr an.

### Ergebnisse
|    | Name              | Verein/Team |
| -- | ----------------- | ----------- |
| 1. | Hans Preiskeit    | Chemnitz    |
| 2. | Erich Hoffmann    | Berlin      |
| 3. | Adolf Knöchelmann | Berlin      |

## Einerverfolgung
In die Runde der letzten vier Fahrer kamen Lohrke, Preiskeit, Hoffmann und Werner Richter. Die Entscheidung des Wettkampfgerichtes im Punktefahren hatte Auswirkungen auf das Finale. Da Hoffmann nach Protest nicht mehr antrat, rückte Grigat in die Runde der letzten vier Fahrer auf. Nach erneuten Protesten gegen diese Entscheidung wurde dann ein Endlauf mit drei Fahrern gestartet. Nach einem Fehlstart von Preiskeit und Lohrke wurde nicht abgebrochen, während Richter noch am Start verharrte. Als er bemerkte, dass das Rennen nicht neu gestartet wurde, hatte er bereits großen Rückstand. Meister wurde Preiskeit mit einer Zeit von 5:49,8 Minuten und einem Vorsprung von 55 Metern auf Lohrke.

### Ergebnisse
|    | Name           | Verein/Team |
| -- | -------------- | ----------- |
| 1. | Hans Preiskeit | Chemnitz    |
| 2. | Alfred Lohrke  | Berlin      |
| 3. | Werner Richter | Chemnitz    |

## Zweier-Mannschaftsfahren
Das Meisterschaftsrennen verlief zu Beginn ohne größere Angriffe. Erst als mehrere Prämien für Rundengewinne in Höhe von 700 und 1265 Reichsmark ausgelobt wurden, gab es die ersten Ausreißversuche. Zerm und Zawadski gelang der erste Rundengewinn. Otto Weckerling und Rudolf Voigt schafften es als nächste Mannschaft. Ihbe mit Hauswald und Lohrke mit Huschke schafften ebenfalls Rundengewinne. Nach 80 Kilometern erfolgte ein Angriff von Otto Ziege und seinem Partner Bernhard Matysiak, die auch die letzten Wertungen dominierten und das Rennen gewannen. Die Sieger benötigten für die 100 Kilometer 2:31:48 Stunden und hatte 24 Punkte auf ihrem Konto.

### Ergebnisse
|    | Name                            | Ort             |
| -- | ------------------------------- | --------------- |
| 1. | Otto Ziege – Bernhard Matysiak  | Berlin          |
| 2. | Gerhard Huschke – Alfred Lohrke | Berlin          |
| 3. | Rudolf Voigt – Otto Weckerling  | Riesa – Kehnert |